# Kecamatan Lingga Timur
Kecamatan Lingga Timur är ett distrikt i Indonesien.   Det ligger i provinsen Kepulauan Riau, i den västra delen av landet, 700 km norr om huvudstaden Jakarta.